# Heligmonevra frommeri
Heligmonevra frommeri är en tvåvingeart som beskrevs av Joseph och Parui 1980. Heligmonevra frommeri ingår i släktet Heligmonevra och familjen rovflugor. Inga underarter finns listade i Catalogue of Life.